# 博多綜合車輛所
33°30′41.7″N 130°26′23.8″E / 33.511583°N 130.439944°E

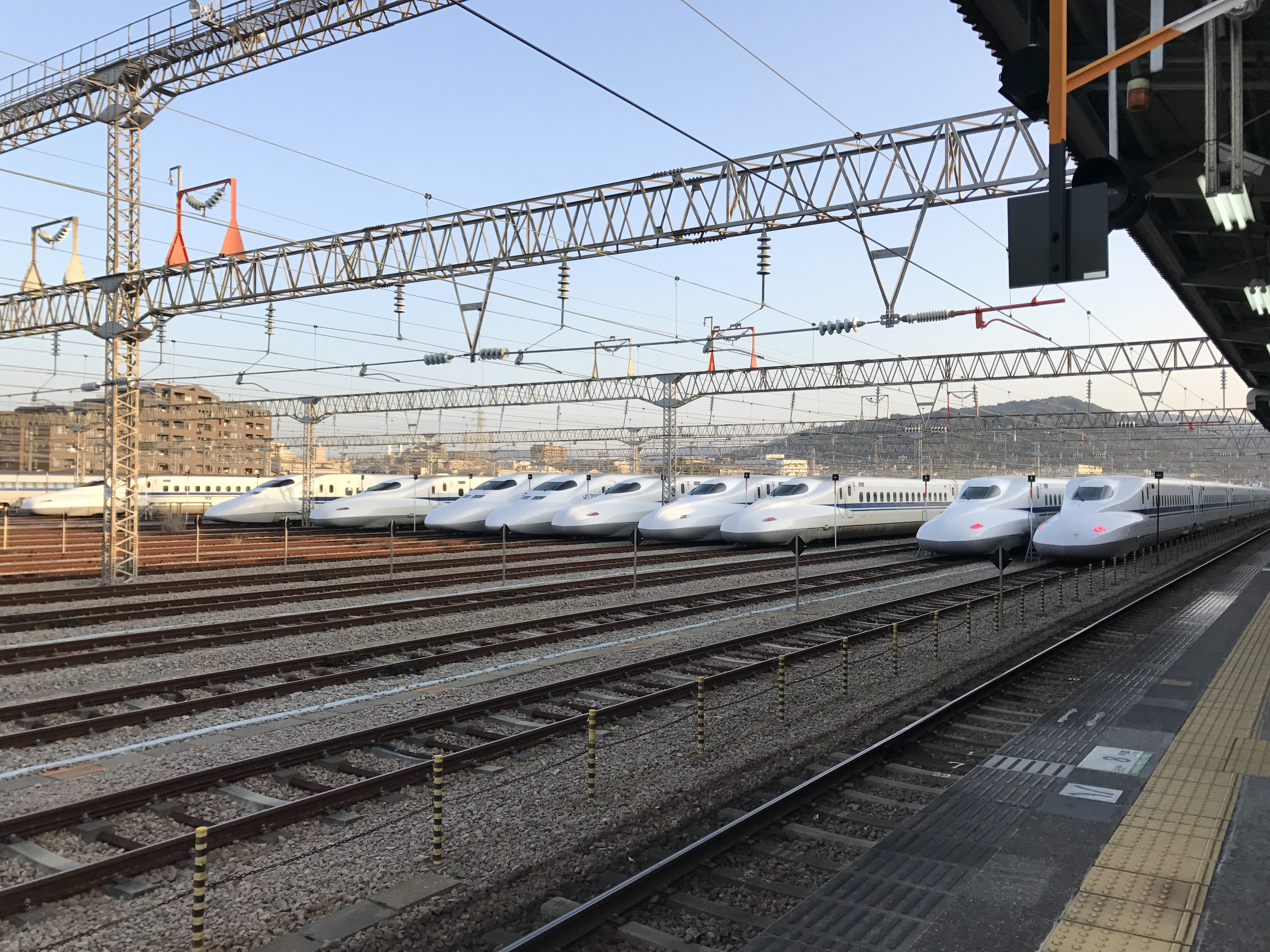
博多綜合車輛所

博多綜合車輛所是西日本旅客鐵道（JR西日本）的新幹線列車基地，位於福岡縣那珂川市與春日市。

## 簡介
日本國鐵於1974年完成建設山陽新幹線後，隨即以此基地作為山陽新幹線的基地。此廠同時亦是山陽新幹線的唯一的車廠，可進行相當於大架修的最高等級「全般檢查」，以及其他各級檢修。
山陽新幹線開業初時，原來計劃將本車廠同時存放山陽新幹線和九州新幹線的車輛。不過，當國鐵分割民營化後，山陽新幹線由JR西日本繼承，而九州新幹線的開發、建設和營運則由JR九州繼承，因此九州新幹線開通後，並不以此車廠作為九州新幹線的車廠。2004年新八代站至鹿兒島中央站開始局部營運時，以川內新幹線車輛所作為臨時基地，檢查則以鹿兒島綜合車輛所作準。當熊本綜合車輛所建設完工之後，以熊本站南面的熊本綜合車輛所作為車廠。車輛段及新幹線路段以博多南線連接。起初該線僅為連接博多站及此基地之用，後來加入客運並增設博多南站。
除了本所，在岡山縣岡山市及廣島縣廣島市設有分所，負責全般檢查以外的其他各級檢修。